# Hu Lanqi
Hu Lanqi (Chengdu, 1901 – Chengdu, 13 dicembre 1994) è stata una scrittrice e militare cinese.
Il suo nome è scritto anche nelle forme: 胡兰畦 (cinese), Hú Lánqí (pinyin), Hu Lan-ch'i (Wade-Giles), e Hu Lanxi.
Aderì al Guómín Gémìng Jūn nel 1927, ed entrò nel ramo cinese del Partito Comunista di Germania nel 1930. Fu imprigionata dalla Germania nazista nel 1933 e scrisse un importante memoriale della sua esperienza, grazie al quale Maxim Gorki volle incontrarla a Mosca. Una volta scoppiata la Seconda guerra sino-giapponese nel 1937, organizzò una squadra di donne-soldato per contrastare l'invasione giapponese, e divenne la prima donna nominata maggior generale dalla Repubblica di Cina. Sostenne i comunisti durante la Guerra civile cinese, ma fu perseguitata dalle campagne politiche di Mao Zedong dopo la vittoria comunista in Cina continentale. Sopravvisse alla Rivoluzione Culturale ottenendo la riabilitazione politica, e pubblicò una dettagliata autobiografia negli anni 1980.
Mao Dun scrisse il romanzo Arcobaleno (1929) basato sulla vita di Hu, e la protagonista di fantasia, Mei, divenne più celebre dello stesso personaggio storico.
Si sposò e divorziò due volte. Rifiutò la proposta di matrimonio che le proveniva dal signore della guerra Yang Sen, poi si fidanzò (senza sposarlo) con Chen Yi, il dirigente comunista cinese che sarebbe divenuto uno dei Dieci Marescialli e avrebbe ricoperto l'incarico di Ministro degli esteri.

## Anni giovanili

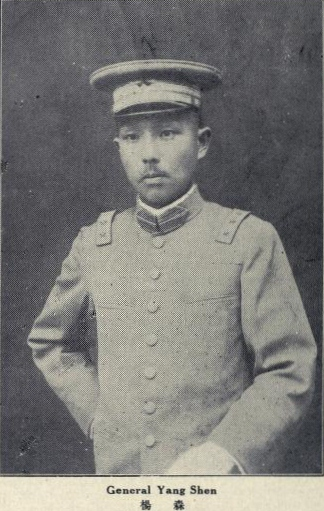
Il generale Yang Sen, che Hu Lanqi non volle sposare

Hu Lanqi nacque a Chengdu, provincia di Sichuan, nel 1901, durante i burrascosi ultimi anni della Dinastia Qing. Suo padre Hu Qingyun (胡卿云) era un discendente di Hu Dahai, un generale della famosa dinastia Ming. Hu Qingyun non volle prestare servizio per l'impero Manchu Qing, che aveva conquistato i Ming. Quando, nel 1920,  Hu Lanqi si diplomò alle superiori, i suoi genitori le combinarono il matrimonio con un cugino imprenditore. Tuttavia, poco dopo lei si ribellò al matrimonio combinato e divorziò da suo marito, cosa che suscitava grande scandalo all'epoca.
Nel 1921 Hu andò a Luzhou nel Sichuan meridionale, base del signore della guerra progressista Yang Sen, per lavorare presso la suola elementare del College degli insegnanti del Sud Sichuan e studiare nello stesso istituto. Insegnò a leggere a due delle cinque mogli di Yang (la poligamia all'epoca era lecita), e fece amicizia con un'altra, ma quando Yang propose a Hu di sposarlo, rifiutò stizzita di diventarne la sesta moglie. Quando l'influente scrittore Mao Dun apprese la sua storia da un amico comune, scrisse il romanzo Arcobaleno, pubblicato nel 1929. L'eroina del romanzo, Mei, modellata sulla vita di Hu Lanqi tra il 1920 e il 1924, sarebbe diventata più famosa in Cina della stessa Hu.
Durante la sua permanenza a Luzhou, divenne amica di Chen Yi, che lavorava al giornale progressista Xin Shu Bao (新蜀报, "Nuovo giornale del Sichuan"), che aveva sede nei pressi di Chongqing. Nella primavera del 1925 sposò il giovane ufficiale Chen Mengyun (陈梦云), che, all'insaputa di lei, aveva già sposato una tongyangxi (sposa bambina).

## Spedizione del Nord
Nella primavera del 1926 Hu Lanqi si trasferì a Canton per lavorare con He Xiangning, ministra per le questioni femminili del governo del Kuomintang (KMT). L'anno successivo si iscrisse all'Accademia militare di Whampoa (Wuhan), arruolandosi nel Guómín Gémìng Jūn del KMT, che stava compiendo la Spedizione del Nord contro i signori della guerra. Era una delle poche reclute donne, assieme a Xie Bingying e Zhao Yiman. Dopo un successo iniziale, il capo del KMT Chiang Kai-shek si mise contro i comunisti, che fino ad allora erano stati alleati del KMT, e compì il massacro di Shanghai nell'aprile 1927. L'ala sinistra del KMT con sede a Wuhan, che simpatizzava con i comunisti, si arrese all'ala destra di Chiang. Hu Lanqi fu allontanata dall'esercito nel luglio 1927, quando fu disciolta l'accademia militare. Invece di tornare a casa, continuò a lavorare per il capo della sinistra KMT He Xiangning, che la aiutava a sindacalizzare le lavoratrici. Lasciò il suo secondo marito, che aveva diverse idee politiche.

## Esilio in Europa

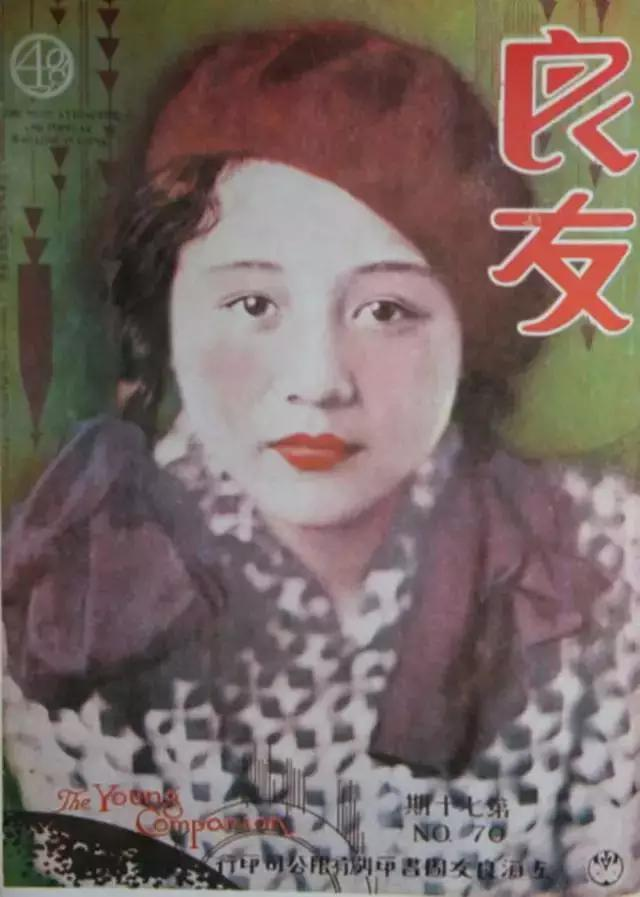
Hu Lanqi apparve sulla copertina di The Young Companion nel 1932

Dopo essere stata proscritta dal KMT, nel 1928 Hu partì dalla Cina diretta in Europa. Per un breve periodo condivise un appartamento con He Xiangning a Berlino, e grazie alla presentazione del figlio di He Liao Chengzhi e di Cheng Fangwu, entrò in un gruppo di lingua cinese del Partito Comunista di Germania. He Xiangning la presentò anche a Song Qingling, vedova del presidente Sun Yat-sen. Quando morì la madre di Soong, Hu riaccompagnò Soong in Cina per partecipare al funerale nel luglio 1931, prima di tornare in Germania. Nel 1932 la sua immagine comparve sulla copertina della diffusa rivista The Young Companion.
Nel dicembre 1932 Hu fu arrestata per poco tempo dalla polizia tedesca dopo aver partecipato ad una manifestazione contro l'invasione giapponese della Manciuria. Due mesi dopo, a seguito della conquista del potere da parte dei nazisti (Machtergreifung), Adolf Hitler dissolse il Partito comunista tedesco e incarcerò numerosi membri di tale formazione. Anche Hu Lanqi fu detenuta per tre mesi. Quando la notizia giunse in Cina, Soong Ching-ling e l'importante scrittore Lu Xun presentarono un'istanza formale al consolato tedesco di Shanghai e la fecero rilasciare. Fu espulsa in Francia e poco dopo si trasferì in Inghilterra.
Nel 1934 iniziò a scrivere In un carcere femminile tedesco, che narra la sua esperienza in prigione con detenute politiche e piccole delinquenti. Il giornale francese Le Monde pubblicò brani del libro, che fu presto tradotto in inglese, tedesco, russo, spagnolo e cinese, portando alla celebrità la sua autrice. Nell'estate del 1934 il letterato sovietico Maxim Gorky la invitò a partecipare al Primo Congresso degli Scrittori Russi e, a quanto si dice, la elogiò. A Mosca incontrò i leader comunisti cinesi Li Lisan e Kang Sheng, che le chiesero di recarsi ad Hong Kong per fungere da ufficiale di collegamento tra i leader dell'ala sinistra KMT e i comunisti.

## Guerra sino-giapponese
Dopo una breve permanenza a Hong Kong, dove incontrò il leader KMT dissidente Li Jishen, Hu arrivò a Shanghai nel momento in cui i giapponesi lanciarono un decisivo attacco nell'agosto 1937, all'inizio della pluriennale Seconda guerra sino-giapponese. In settembre organizzò il Corpo di servizio di guerra delle donne lavoratrici di Shanghai per sostenere la 18ª armata del KMT.
Quando Shanghai cadde in mano ai giapponesi, Hu e le sue donne soldato si ritirarono nell'entroterra con centinaia di migliaia di soldati e rifugiati. Raggiunsero Wuhan dopo molte notti di marcia estenuante. La donna consegnò i suoi resoconti scritti dell'unità militare al reporter di guerra Fan Changjiang, che li diffuse ampiamente e rese celebre in Cina l'unità militare di Hu. Divenne la prima donna cinese a ricevere il grado di maggior generale dalla Commissione militare centrale della Repubblica cinese.
Più tardi nel 1937 portò la sua unità militare a Nanchang, dove si incontrò con il suo vecchio amico Chen Yi, che allora era un alto ufficiale della Nuova Quarta Armata comunista. Stando al racconto della stessa Hu, si innamorarono e fidanzarono. Lei voleva che la sua unità militare femminile si unisse ai comunisti invece che all'esercito del KMT, ma l'idea fu scartata dal comandante della Nuova Quarta Armata, Xiang Ying, che temeva che una tale mossa avrebbe creato problemi con la dirigenza KMT.
Hu non fu testimone delle peggiori atrocità della guerra, come il Massacro di Nanchino, ma assistette all'episodio in cui soldati KMT in ritirata distrussero con il fuoco la città di Changsha. Nel suo racconto scrisse dei numerosi soldati e civili morti o morenti che aveva incontrato, e la sua unità fu spesso bersaglio dei bombardamenti giapponesi.
Dopo lo scioglimento della sua unità militare nel 1942, fu inviata nella provincia di Jiangxi per prendere possesso di fattorie abbandonate in cui gli orfani di guerra avrebbero potuto lavorare, sfamarsi e studiare. Poco prima di arrendersi, i giapponesi lanciarono un disperato attacco nella Jiangxi nel luglio 1945, minacciando la comunità organizzata da Hu.

## Guerra civile
Subito dopo la resa del Giappone, il Secondo Fronte Unito venne meno, e riprese la guerra civile. Hu Lanqi collaborò ancora con Li Jishen, persuadendo vari comandanti KMT a passare alla fazione comunista. All'epoca, il generale del Sichuan Yang Sen era il governatore della provincia di Guizhou, che la assunse come caporedattore del Guizhou Daily. Hu sollecitò Yang Sen a smettere di appoggiare Chiang Kai-shek, ma Yang in precedenza aveva comandato offensive contro i comunisti e credeva che non l'avrebbero perdonato. Finì per riparare a Taiwan con Chiang nel 1949.

## Repubblica popolare cinese

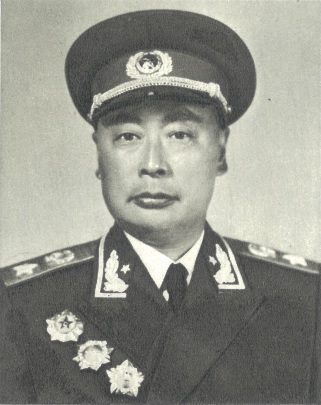
Il maresciallo Chen Yi, con cui si era fidanzata Hu Lanqi

Quando i comunisti vinsero la guerra civile e fondarono la Repubblica popolare nel 1949, Hu Lanqi si trovava a Shanghai con i suoi amici comunisti. Festeggiò quando l'Esercito Popolare di Liberazione entrò in Shanghai. Il suo fidanzato Chen Yi, che non aveva più visto dal 1937, fu nominato primo sindaco di Shanghai sotto il nuovo regime. Però, quando cerco di mettersi in contatto con Chen, le fu detto che era già sposato e non desiderava incontrarla. Delusa, aiutò alcuni amici buddhisti ad avviare un ristorante vegetariano a Shanghai, poi se ne andò a Pechino, dove un vecchio amico dei tempi in cui visse in Europa le permise di ottenere un posto di contabile in un college.
I primi anni della Repubblica popolare furono relativamente tranquilli, ma fu accusata di malversazione durante la Campagna dei tre anti nel 1952. Quando, nel 1957, Mao Zedong lanciò la Campagna anti-destra, Hu, come molti altri attivisti politici, fu denunciata come "destrorsa" ed espulsa dal Partito comunista. Quando nel 1966 iniziò la Rivoluzione culturale, i "destrorsi" come Hu vennero aspramente perseguitati, e lei venne picchiata brutalmente dalle Guardie rosse.
Quando si stava esaurendo la Rivoluzione culturale, nel 1974 fu eliminato lo stigma impresso sui "destrorsi". Lei suppose che qualche suo amico altolocato fosse sopravvissuto alla bufera politica e le avrebbe procurato la riabilitazione. Le fu consentito di lasciare il college nel 1975, e fece ritorno alla sua Chengdu. Nel 1987 fu riammessa nella sua posizione di partito. A Chengdu, conobbe la moglie abbandonata di Huang Jilu (黃季陸), un ministro del governo KMT fuggito a Taiwan. Dopo aver visto lo squallore e la disperazione in cui viveva, Hu organizzò una "Associazione degli anziani" per migliorare la vita degli anziani, che raccolse 1 000 membri. L'Università del Sichuan allestì un centro geriatrico di salute in conseguenza delle sollecitazioni di Hu, che si prodigò a raccogliere fondi per costituire una casa di riposo con 80 letti.
Hu Lanqi morì a Chengdu il 13 dicembre 1994, all'età di 93 anni.

## Autobiografia
Negli anni 1980 Hu scrisse un'autobiografia circostanziata, in cui svolge una dura autocritica politica. Si giudicò "immatura", incline all'"entusiasmo piuttosto che all'analisi", il che la spingeva a "sposare qualunque causa la colpisse come giusta". Considerò anche le Guardie rosse che l'avevano perseguitata durante la Rivoluzione culturale parimenti immature e facilmente strumentalizzate. Nelle sue memorie nomina raramente Mao Zedong, ma spesso elogia il Primo ministro Zhou Enlai,  come molti altri scrittori dopo la Rivoluzione culturale, contrapponendo il vendicativo Mao all'umano Zhou. Criticò espressamente la moralità di Chen Yi per il modo in cui l'aveva trattata nel 1949.